# Месёй, Кальман
Ка́льман Ме́сёй (венг. Mészöly Kálmán; 16 июля 1941, Будапешт — 21 ноября 2022, Будапешт) — венгерский футболист, игравший на позиции защитника. Выступал за клуб «Вашаш», а также национальную сборную Венгрии. Футболист года в Венгрии (1962).
По завершении игровой карьеры — тренер. Возглавлял национальные сборные Венгрии и Турции, а также работал с клубами из этих стран.

## Клубная карьера
Родился 16 июля 1941 года в городе Будапешт. Воспитанник футбольной школы клуба «III. Керюлети».
Во взрослом футболе дебютировал в 1959 году выступлениями за команду «Вашаш», цвета которой защищал на протяжении всей своей карьеры, продлившейся четырнадцать лет. Большую часть времени, проведённого в составе «Вашаша», был основным игроком защиты команды. За это время четыре раза завоевывал титул обладателя Кубка Митропы, а также четыре раза выигрывал национальный чемпионат.

## Выступления за сборную

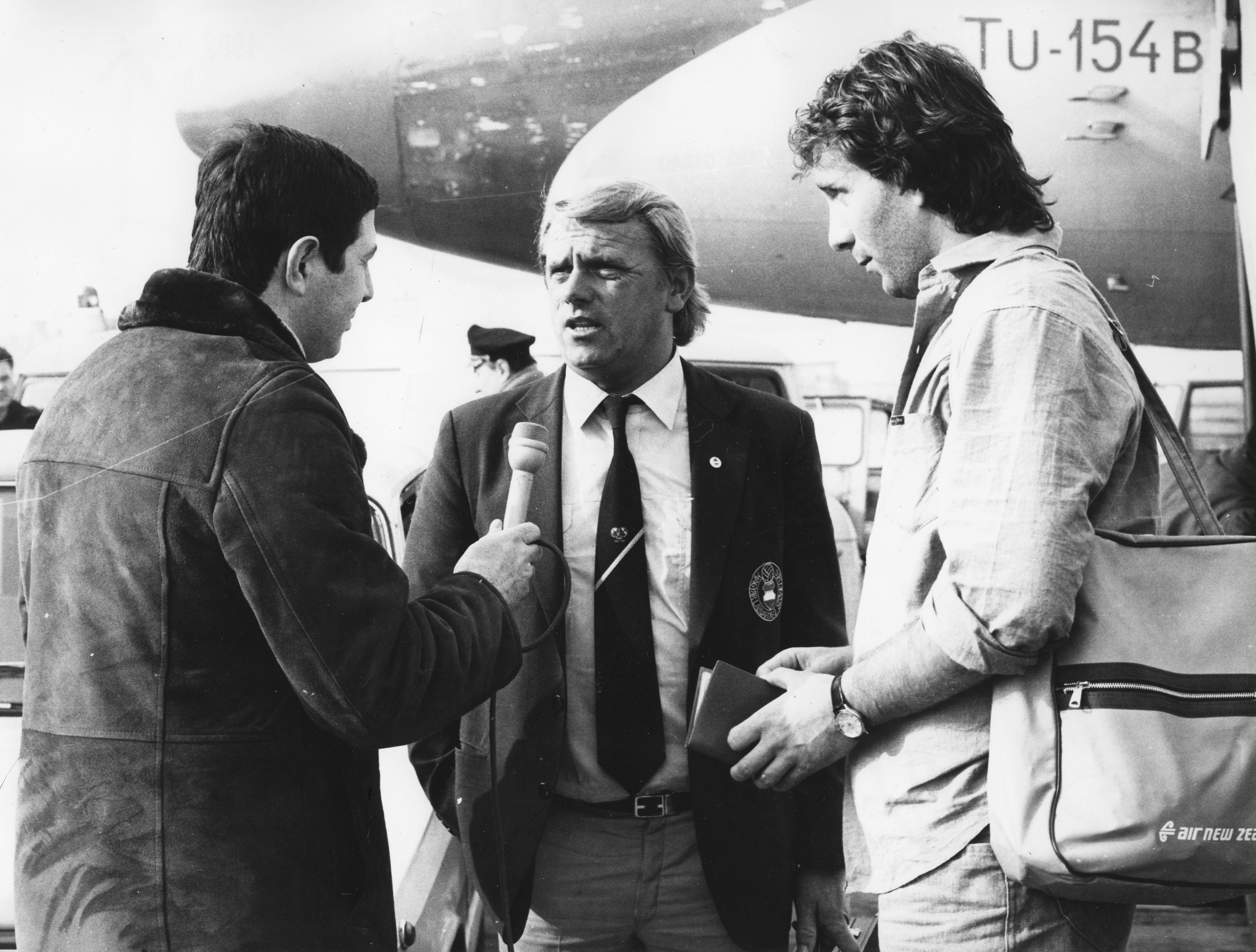
Мёсей (в центре) и Тибор Ньилаши дают интервью. 1982 год

В составе сборной был участником футбольного турнира Олимпийских игр 1960 года в Риме, на котором команда завоевала бронзовые награды
13 декабря 1961 года дебютировал в официальных матчах в составе национальной сборной Венгрии в товарищеской игре против Чили (0:0).
В следующем году поехал со сборной на чемпионат мира 1962 года в Чили, после чего играл на чемпионате Европы 1964 года в Испании, на котором команда завоевала бронзовые награды, и чемпионате мира 1966 года в Англии.
В течение карьеры в национальной команде, которая длилась 11 лет, провёл в форме главной команды страны 61 матч, забив 6 голов.

## Карьера тренера
Начал тренерскую карьеру сразу же по завершении карьеры игрока, в 1972 году возглавив тренерский штаб клуба «Ганц-МАВАГ», после чего в следующем году возглавил клуб «Будафоки».
В дальнейшем возглавлял команды «Бекешчаба», «Вашаш», а в 1980 году стал главным тренером сборной Венгрии, с которой вышел на чемпионат мира 1982 года в Испании.
В 1983 году Мёсей вернулся к работе с «Вашашем», а впоследствии отправился в Турцию, где после недолгой работы с местной сборной, возглавлял «Фенербахче» и «Алтай».
После возвращения на родину ещё два раза возглавлял «Вашаш» и сборную Венгрии, а в 1991—1992 годах также тренировал саудовский «Аль-Иттихад». Завершил тренерскую карьеру в 1995 году.

## Достижения
- Чемпион Венгрии (4):

«Вашаш»: 1960/61, 1961/62, 1965, 1966
- Обладатель Кубка Митропы (4):

«Вашаш»: 1960, 1962, 1965, 1970
- Футболист года в Венгрии: 1962